# Universidade McMaster

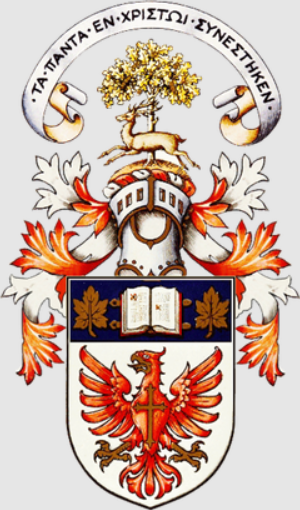

Universidade McMaster (McMaster University, comumente chamada de McMaster ou Mac) é uma universidade pública cujo campus principal está localizado em Hamilton, Ontário, Canadá. A universidade opera seis instalações acadêmicas: engenharia, ciência da saúde, ciência e a Escola DeGroote de Administração. É integrante da U15, um grupo de universidades de pesquisas intensivas canadenses.História
A universidade tem suas origens no Toronto Baptist College, fundado em 1881 pela Convenção Batista de Ontário e Quebec (membro do Ministérios Batistas Canadenses) como uma instituição de ensino superior para pastores e congregantes. Em 1887, tornou-se uma universidade e foi renomeado em homenagem ao senador William McMaster, primeiro presidente do Canadian Imperial Bank of Commerce.